# Konstantinopelska patria
Konstantinopelska patria (grško: Πάτρια Κωνσταντινουπόλεως [Patria Konstantinupoleos], latinsko: Scriptores originum Constantinopolitarum, v dobesednem prevodu Pisci konstantinopelskega porekla),  bizantinska zbirka zgodovinskih del o zgodovini in spomenikih v bizantinski prestolnici Konstantinoplu, sodobnem Istanbulu, Turčija.
V preteklosti so zbirko pripisovali Georgiju Kodinu, piscu iz 14. stoletja, čeprav je mnogo starejša in je prvič nastala verjetno okoli leta 995 med vladanjem Bazilija II. (vladal 976–1025). Med vladanjem Alekseja I. Komnena (vladal 1081-1118) so zbirko  revidirali in razširili.
Zbirka vsebuje:
- zapise poganskega pisca Isihija Miletskega o zgodovini Bizanca od njegove ustanovitve do Konstantinove ustanovitve Konstantinopla,[5]
- kratke zgodovinske beležke (grško: Παραστάσεις σύντομοι χρονικαί [Parastaseis sintomoi hronikai]), ki se osredotočajo predvsem na mestne antične skulpture,
- del, ki je nastal okoli leta 995,[2]
- pripoved o graditvi bazilike svete Modrosti neznanega avtorja, ki je nastala med poznim 6. stoletjem in poznim 10. stoletjem, nejverjetneje pa v 9. stoletju[2] in
- topografsko študijo, posvečeno Alekseju I..[2]

Z arheološkega stališča je Patria neprecenljiv dokument o zgodnji zgodovini Bizanca in raznih spomenikih v Konstantinoplu. Poročila je treba skrbno preučiti, ker se v njih  dejstva pogosto prepletajo z izmišljotinami in mestnimi legendami.  S političnega stališča je Patria zanimiva zaradi opisov cesarjev, ki so v prispevkih o prestolnici relativno redki in omejeni večinoma na vlogo kronoloških indikatorjev.